# Лейшойнш
«Лейшойнш» (порт. Leixões Sport Club) — португальский футбольный клуб из города Матозиньюш. Основан в 1907 году. Клуб выступает в Сегунда лига — второй по значимости лиге Португалии в системе футбольных лиг. Помимо футбольного отдела, спортивный клуб «Лейшойнш» также имеет секции по волейболу, боксу, каратэ, плаванию и бильярду.

## История
Первым сезоном клуба в высшей португальской лиге стал сезон 1936/37. Он оказался провальным: команда выиграла лишь 2 игры из 14-ти, остальные были проиграны, заняла последнее, восьмое, место и вылетела.
После двух сезонов во второй по уровню лиге клубу в сезоне 1939/40 вновь представился шанс проявить себя в элите. Результат снова оказался неутешительным: лишь одна победа и пять ничьих, предпоследнее девятое место и вылет. Также вылетом из высшей лиги с последнего места (0 побед и 2 ничьих) завершился сезон 1942/43.
После 16-ти сезонов в низших лигах возвращение произошло в сезоне 1959/60. И оно оказалось успешным: команда заняла 8-е место (из 14-ти команд).
В следующем сезоне, 1960/61, результат в лиге был повторён, главный же успех пришёл к клубу в Кубке Португалии того сезона — они выиграли трофей, обыграв в финале «Порту» 2:0.
В сезоне 1961/62 «Лейшойнш» защищал честь Португалии в Кубке обладателей кубков. Пройдя швейцарский «Шо-де-Фон» (2:6; 5:0) и румынский «Прогресул» (1:1; 1:0), команда вылетела в 1/4 финала, проиграв клубу «Мотор» (Йена, ГДР) (1:1; 1:3). В национальном первенстве того сезона «Лейшойнш» стал седьмым.
В сезоне 1962/63 клуб добился лучшего итогового места в высшей лиге Португалии в своей истории, став пятым. Затем последовали ещё 14 сезонов в высшем дивизионе, команда в целом была крепким середняком, но несколько раз еле спасалась от вылета, высшим результатом тех лет стало 7-е место, низшим — 14-е (дважды).
Два раза, в сезонах 1964/65 и 1968/69, команда принимала участие в розыгрышах Кубка Ярмарок, оба раза вылетала в первом же раунде (в первом случае уступив шотландскому «Селтику» (1:1; 0:3), во втором — румынскому «Арджешу» (1:1; 0:0 — и румыны вышли благодаря гостевому голу)).
В сезоне 1976/77 команда заняла 15-е место и вылетела во вторую лигу.
Спустя 11 лет команда вернулась в элиту португальского футбола, заняв в сезоне 1987/88 2-е место в лиге рангом ниже. Впрочем, возвращение не удалось: заняв 19-е место, «Лейшойнш» отправился обратно.
Затем четыре сезона подряд команда провела в статусе середняка второго дивизиона (Лиги ди Онра), а в сезоне 1993/94 вылетела, заняв там 18-е место, в третью лигу.
В сезоне 2001/02 команда, выступавшая в северной зоне третьей лиги, сенсационно дошла до финала Кубка Португалии (где уступила 0:1 лиссабонскому «Спортингу»), а также заняла второе место в зональном первенстве.
В следующем сезоне, 2002/03, команда выиграла северную зону третьей лиги и вернулась во второй дивизион. В Кубке УЕФА того сезона (куда «Лейшойнш» прошёл как финалист Кубка благодаря тому, что «Спортинг» принимал участие в Лиге чемпионов как чемпион сезона 2001/02) «Лейшойнш» прошёл македонскую «Беласицу» (2:2; 2:1), а затем уступил греческому ПАОКу по сумме двух матчей (2:1; 1:4).
В течение последующих трёх сезонов команда последовательно улучшала свои результаты в Лиге ди Онра, став 14-й, затем 6-й и выйдя на третье место в сезоне 2005/06.
В сезоне 2006/07 команда выиграла второй португальский дивизион и вышла в высший дивизион после 19-ти лет отсутствия в нём.
Сезон 2007/08 был для команды очень трудным, она весь сезон боролась за выживание, и эта борьба увенчалась успехом — 14-е место позволило клубу остаться в высшей лиге.
В сезоне 2008/09 клуб занял 6-е место в чемпионате Португалии.
В сезоне 2009/10 «Лейшойнш» занял последнее, 16-е место в чемпионате и вылетел во второй дивизион чемпионата Португалии.С этого момента клуб выступает в Сегунда лиге.

## Достижения
- Обладатель Кубка Португалии: 1960/61
- Финалист Кубка Португалии: 2001/02
- Победитель второго португальского дивизиона (Лиги ди Онра): 2006/07
- Второе место во втором дивизионе (3): 1980/81, 1987/88, 2001/02
- Победитель третьего (по названию — второго) португальского дивизиона: 2002/03